# Papstdorf
Papstdorf je vesnice, místní část obce Gohrisch v německé spolkové zemi Sasko. Nachází se v zemském okrese Saské Švýcarsko-Východní Krušné hory a má 523 obyvatel.

## Historie
Lesní lánová ves Papstdorf byla založena ve středověku. První písemná zmínka pochází z roku 1371, kdy je vesnice uváděna jako Bogansdorff. Do poloviny 15. století náležela k Českému království. V letech 1974–1990 byl součástí obce Papstdorf sousední Kleinhennersdorf. Roku 1994 se Papstdorf spojil s Cunnersdorfem a Kleinhennersdorfem a vytvořily novou obec Gohrisch.

## Geografie
Vesnice leží v pískovcové oblasti Saského Švýcarska. Rozkládá se podél potoka Liethenbach, který ústí v Krippenu do potoka Krippenbach. Nejvyššími vrcholy vsi jsou Papststein (451 m), Gohrisch (448 m) a Vorderer Laasenstein (398 m).

## Pamětihodnosti
- pozdně barokní vesnický kostel z let 1786–1787
- pomník padlým v první světové válce
- hrázděné a podstávkové domy